# وحدة 4400
الوحدة 4400 هي وحدة سرية تابعة لمنظمة حزب الله، المسؤولة عن تهريب الأسلحة وتحويل الأموال من إيران إلى حزب الله في لبنان، حيث تتعاون بشكل وثيق مع فيلق القدس التابع للحرس الثوري الإيراني.

## نظرة عامة
تلعب وحدة 4400 دورًا حاسمًا في البنية العسكرية لحزب الله من خلال تسهيل حركة الأسلحة والمعدات والموارد المالية. كانت الوحدة تعمل عبر قنوات متعددة، بما في ذلك الطرق البرية عبر سوريا والطرق الجوية عبر مطار رفيق الحريري الدولي في بيروت. وكانت تتعاون مع وحدات من فيلق القدس مثل وحدة 190 ووحدة 700 لضمان استمرار إمداد حزب الله بالموارد العسكرية.وبعد التطورات التي أعقبت سقوط نظام الأسد في سوريا وإضعاف الهيمنة الإيرانية هناك وسيطرة حزب الله في لبنان اضطرت الوحدة إلى اتخاذ طرق أخرى.

## القيادة
- محمد جعفر قصير الملقب بالشيخ صلاح هو مسؤول رفيع المستوى في حزب الله، وقد قاد وحدة 4400 حوالي 15 عامًا. كان له دور محوري في إدارة شبكات حزب الله المالية واللوجستية بالتنسيق مع فيلق القدس. تم تصنيفه من قبل وزارة الخزانة الأمريكية كإرهابي عالمي خاص في عام 2018، وقُتل في غارة جوية إسرائيلية في بيروت في 1 أكتوبر 2024.[6][2]
- حسين علي نصر "أبو علي حسن" كان نائب رئيس وحدة 4400، وكان مسؤولاً عن تهريب الأسلحة والأموال إلى لبنان، وكان يستخدم في الغالب مطار بيروت الدولي ويتعاون مع العناصر الإيرانية. تم قتله في غارة جوية إسرائيلية في جنوب لبنان في 20 أبريل 2025.[3]

## العمليات والأنشطة
تعدّ عمليات وحدة 4400 أساسية بالنسبة لقدرة حزب الله على تعزيز قدراته العسكرية. تشرف الوحدة على نقل الأسلحة المتطورة، بما في ذلك الصواريخ الموجهة بدقة. وتدير المعاملات المالية التي تموّل أنشطة حزب الله. تمتد شبكتها اللوجستية عبر عدة دول، مستفيدة من القنوات الرسمية والسرية لنقل الموارد.

## التصنيفات والعقوبات الدولية
نظرًا لتورطها في أنشطة إرهابية، تعرضت وحدة 4400 وأفرادها الرئيسيون لعقوبات دولية. قامت وزارة الخزانة الأمريكية بتصنيف قادة مثل محمد جعفر قصير كإرهابيين عالميين، وذلك لدورهم في تسهيل حركة الأسلحة والأموال لدعم حزب الله وفيلق القدس.